# Toeristische grot

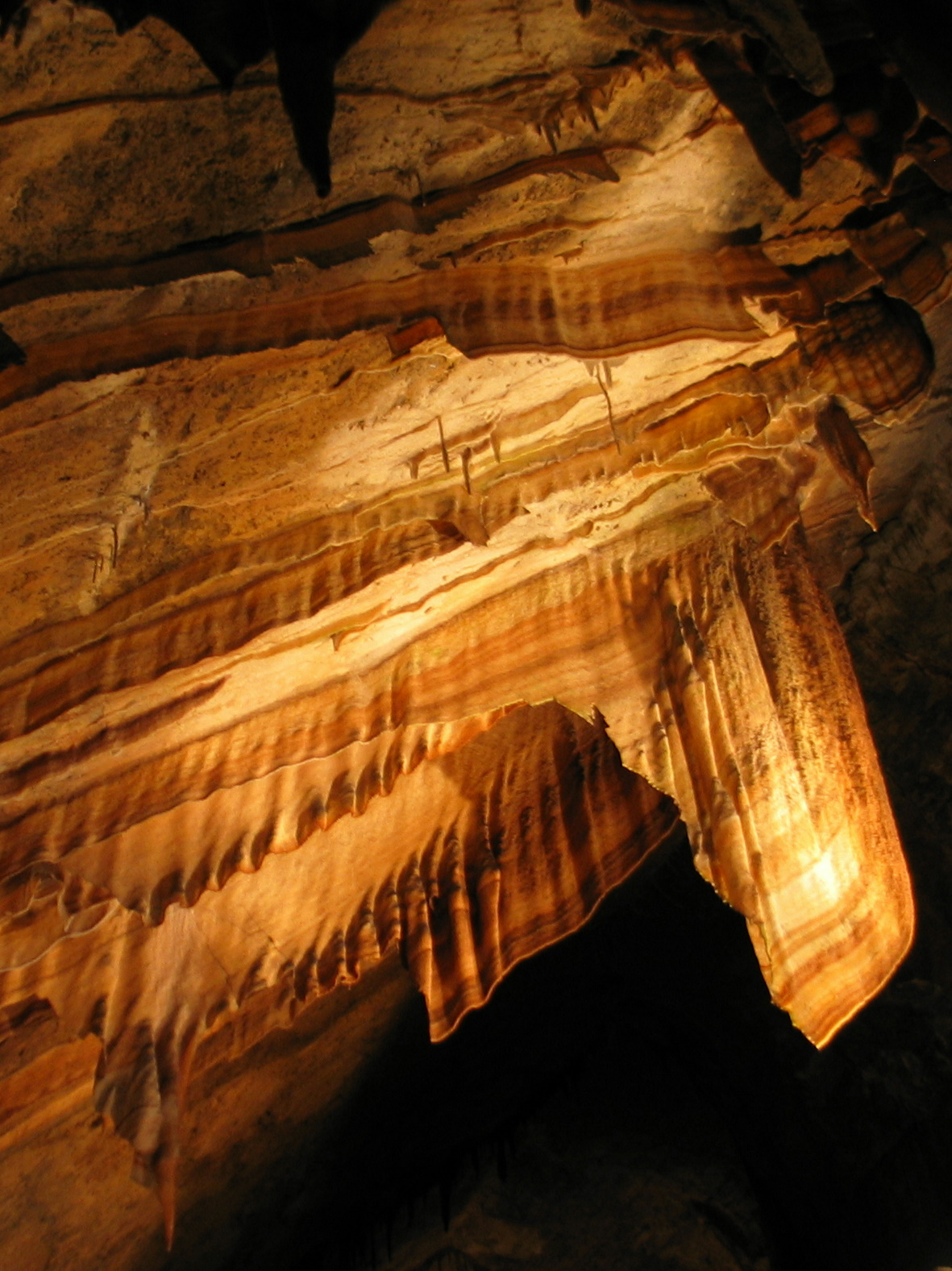
Vlietsteen hangend aan het plafond van de Gunns Plains-grot in het Australische eiland Tasmanië

Een toeristische grot is een grot die toegankelijk gemaakt is voor bruikbaarheid als bezienswaardigheid. Er is geen exacte definitie voor wat een grot toeristisch maakt, maar gedacht kan worden aan enkele van de volgende criteria:
- Routes: De bodem van een grot is meestal ongelijk en bestaat vaak uit puin, grote rotsblokken, modder of diepe ravijnen. Met behulp van betonnen, houten of ijzeren bruggen, trappen en ladders wordt gepoogd dit te overkomen. Soms worden hiervoor ook kabelbanen, liften of treinen ingezet.
- Verlichting: In grotten is het meestal donker, waardoor verlichting noodzakelijk is. Hiervoor wordt meestal elektrisch licht gebruikt. Hiervoor werd lange tijd gebruikgemaakt van gloeilampen, maar momenteel worden hiervoor vaak halogeenlampen en ledlampen gebruikt. Het gebruik van open lichtbronnen als kaarsen, fakkels, petroleum en carbidlampen wordt ontraden. Sommige beheerders van grotten rusten bezoekers uit met hoofdlampen of zaklantaarns.
- Begeleide tour: De meeste toeristische grotten worden bezocht door middel van begeleide tours, wat betekent dat er een grottengids meegaat die verteld over de grot, lokale geschiedenis, de geologie uitlegt, vragen beantwoordt en toezicht houdt op de bezoekers om de grot te beschermen tegen externe invloeden. Een onbegeleide tour is soms ook mogelijk, maar meestal bevinden zich er dan wel zaken als borden met tekst en uitleg, audiosystemen ter begeleiding (of audiotours) of in ieder geval folders.
- Betaalde toegang: Toeristische grotten worden vaak gerund door commerciële bedrijven. Wanneer dit niet het geval is en ze bijvoorbeeld door een vrijwilligersorganisatie worden beheerd, moeten er toch vaak kosten worden gemaakt voor het onderhoud aan de aangelegde voorzieningen in de grot en voor de verbruikte elektriciteit.
- Openstellingstijden: Toeristische grotten zijn alleen open gedurende de openingstijden. Soms is de grot 's winters gesloten in verband met de winterslaap van vleermuizen. Andere grotten zijn alleen bij speciale bepaalde gelegenheden geopend. Delen van een grot zijn vaak niet toegankelijk, of omdat de beheerder dit niet wil vanwege commerciële belangen of omdat kwetsbare delen zo beter beschermd zijn tegen externe invloeden.

## Geschiedenis
De oudst bekende toeristische grotten ter wereld zijn de Grotten van Postojna in Slovenië, waar zich een vermelding bevindt over een grottentour in het jaar 1213. Andere vroege toeristische grotten zijn Jasovská Jaskyna in Slowakije met inscripties uit 1452 en de Sontheimer Höhle	in Duitsland, die naar verluidt zou zijn bezocht door hertog Ulrich von Württemberg op 20 mei 1516. In 1668 startte de eerste geautoriseerde grottengids met het verzorgen van tours in de Baumannshöhle in de Duitse Harz. In 1880 kwam elektrische verlichting beschikbaar en konden de grotten worden verlicht. Dat jaar werden de eerste experimenten gedaan met elektrisch licht in de Chifley-grot van de Australische Jenolan Caves door kolonel Edward Cracknel. In 1881 was de Tsjechische grot Sloupsko-Šošùvské Jeskyně de eerste grot ter wereld met booglampen, die door hun karakter echter van tijd tot tijd moesten worden vervangen. De eerste grot met elektrisch licht was de Oostenrijkse Kraushöhle in 1883. De verlichting werd hier na 7 jaar echter gestopt en de grot is nu alleen nog met een carbidlamp te bezoeken.

## Bekende toeristische grotten
- Attagrot (Duitsland)
- Carlsbad Caverns in New Mexico (Verenigde Staten)
- Cueves del Drach (drakengrotten) op Mallorca (Spanje)
- Dan yr Ogof in Powys (Wales; Verenigd Koninkrijk)
- Eisriesenwelt (Oostenrijk)
- Grotta Grande del Vento in Frassassi (Italië)
- Grotta Gigante in Triëst (Italië)
- Grotten van Han (België)
- Grotten van Hato (Curaçao)
- Grotten van Ingleborough (Engeland; Verenigd Koninkrijk)
- Grotten van Postojna (Slovenië)
- Grotten van Škocjan (Slovenië)
- Grotten van Waitomo (Nieuw-Zeeland)
- Grotten van Wookey Hole in Somerset (Engeland; Verenigd Koninkrijk)
- Jenolan Caves in de Blue Mountains (New South Wales, Australië)
- Laichinger Tiefenhöhle in de Schwäbische Alb (Duitsland)
- Lamprechtsofen (Oostenrijk)
- Mammoth Cave (Mammoetgrot) in Kentucky (Verenigde Staten)
- Stump Cross Caverns (Engeland; Verenigd Koninkrijk)